# Les Trottinettes
 (mars 2020).
Les Trottinettes (The Scoots) est le cinquième épisode de la saison 22 de South Park et le 292e épisode de la série. Cet épisode fait référence aux trottinettes électriques.

## Synopsis
Les e-trottinettes débarquent à South Park quelques jours avant Halloween. Celles-ci fonctionnent avec une application sur téléphone portable. M. Mackey est exaspéré par la situation, tandis que Cartman, Stan et Kyle s'y intéressent et veulent les utiliser pour faire une tournée d'Halloween plus importante que les autres enfants et ainsi avoir la plus grande quantité de bonbons possible. 
Kenny se fait rejeter par ses amis car il est le seul à ne pas pouvoir utiliser les trottinettes, n'ayant pas de téléphone portable (étant donné que sa famille est pauvre), ce qui, selon ses amis, les ralentira dans leur tournée. 
Mais les habitants de South Park ont peur de ne pas avoir assez de confiseries car tous les enfants (sauf Kenny) prendront des trottinettes électriques ce qui créera une invasion. M. Mackey et Kenny semblent être les seuls a pouvoir empêcher le désastre de se produire.